# 板龍屬
板龍属是蜥臀目蜥脚形亚目植食性恐龙的一属。板龍生存於三疊紀諾利階到瑞提階的歐洲，約2億1400萬年前到2億400萬年前。目前已有三個已承認種：特洛辛根板龙（P. trossingensis）與纤细板龍（P. gracilis）以及长头板龙 （P. longiceps）或厄伦堡板龙 （P. erlenbergiensis ） ，過去曾經還有其他的種，但已被歸類於其他屬。
板龍的化石發現於1834年，並在1837年被敘述，牠們是最早被命名的恐龍之一，但不包含在最早用來定義為恐龍總目的三個屬之中，因為當時對於板龍的了解有限。
板龍是體積龐大的二足、草食性恐龍，擁有小頭部、長頸部、用來壓碎植物的銳利牙齒，前肢明显较小但有大型拇趾尖爪，這些尖爪可能用來防衛與幫助進食。

## 描述

板龍與人類的體型比較圖

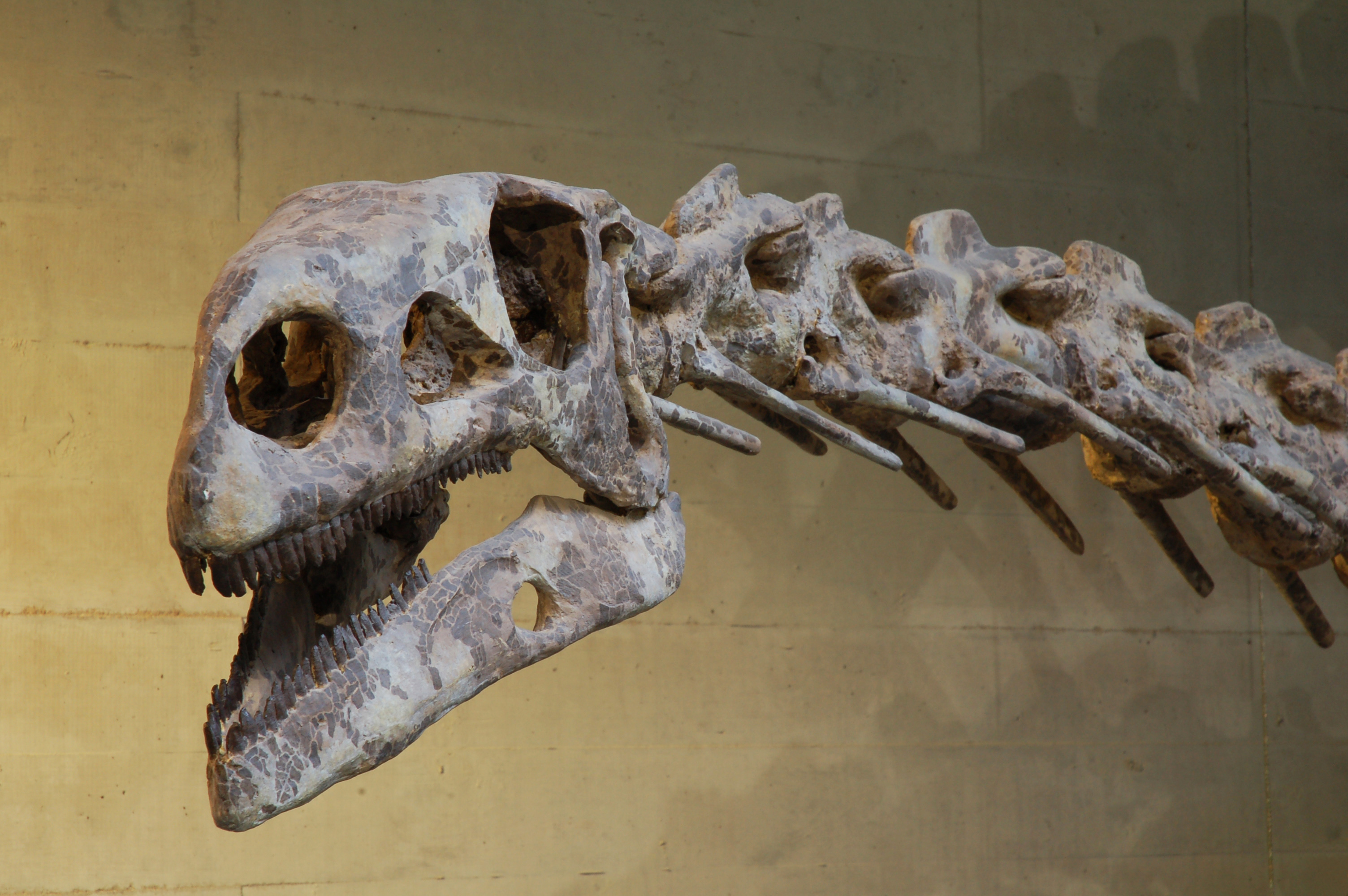
板龍的顱骨

板龍是已知最大的三叠纪恐龙之一，也是三叠纪最大的陆生动物之一，身長可達6到10公尺，體重估計有7頓。板龍曾经屬於过原蜥腳下目，該下目是一群早期植食性恐龍；板龍的體型比其他類似動物還要強壯，例如近蜥龍。板龍擁有長頸部，由9個頸椎所構成，身體結實而呈梨狀。板龍的尾巴由至少14個尾椎所構成，可作為長頸部與前部身體的平衡工具。
板龍的頭顱骨比大多數原蜥腳類恐龍還要堅固、縱深；但是與板龍的身體大小相比時，仍然小型、狹窄。板龍的頭顱骨有4對洞孔；包括鼻孔、眶前孔、眼眶、下顳孔。板龍擁有長口鼻部，許多小型、葉狀、位在齒槽中的牙齒，頜部關節的位置低，可使下頜提供肌肉更大的力量，以上特徵顯示板龍只以植物為食。牠們的眼睛朝向兩側，而非前方，形成全範圍的視線範圍，可警戒、注意掠食者。有些化石保存了鞏膜環。
板龍的上頜與下頜擁有許多小型牙齒，前上頜骨有5到6顆，上頜骨有24到30顆，齒骨上有21到28顆。這些牙齒有鋸齒狀、葉狀的齒冠，適合消化植物。板龍被認為擁有狹窄的頰囊，可避免食物在進食時溢出嘴部。
2011年对厄伦堡板龙头骨的重新研究提出了更多鉴定特征:枕髁高于副蝶骨水平；蝶基骨在基翼突之间具横向、近似垂直的骨板，并带有向腹侧突出的中间突；泪骨背端具有宽阔且表面轻微粗糙的外侧板，覆盖眶前孔的后背角；腭骨中部向内伸出桩状突；鼻骨长度超过颅顶长度的一半。
Schaeffer于2024年发表了对特洛辛根板龙正模SMNS 13200的重新描述，修订了特洛辛根板龙的鉴定特征:
特洛辛根板龙由以下独特的自衍征组合诊断：具六枚前颌齿；鼻骨长度大于颅顶长度的一半；泪骨背端具有宽阔、轻微粗糙的外侧板，覆盖眶前孔的后背角；前额骨具前外侧缺刻；腭骨具位于腹侧的桩状突（SMNS 13200 的桩状突大部分缺失，但其基部仍保存）；副蝶骨的刀状突位于枕髁水平的下方；基翼突基部具有向后内侧延伸的中间突；枕基骨腹面在基底结节正前方具深的中间凹陷；齿骨前端向下弯曲；骶骨由两枚融合的原始骶椎和一枚未融合的尾骶椎组成；前三枚尾椎的神经棘前后向长度大于其高度的40%；第五掌骨粗壮，近端关节面呈凸形；坐骨远端膨大为侧扁、亚椭圆形。

## 發現與種

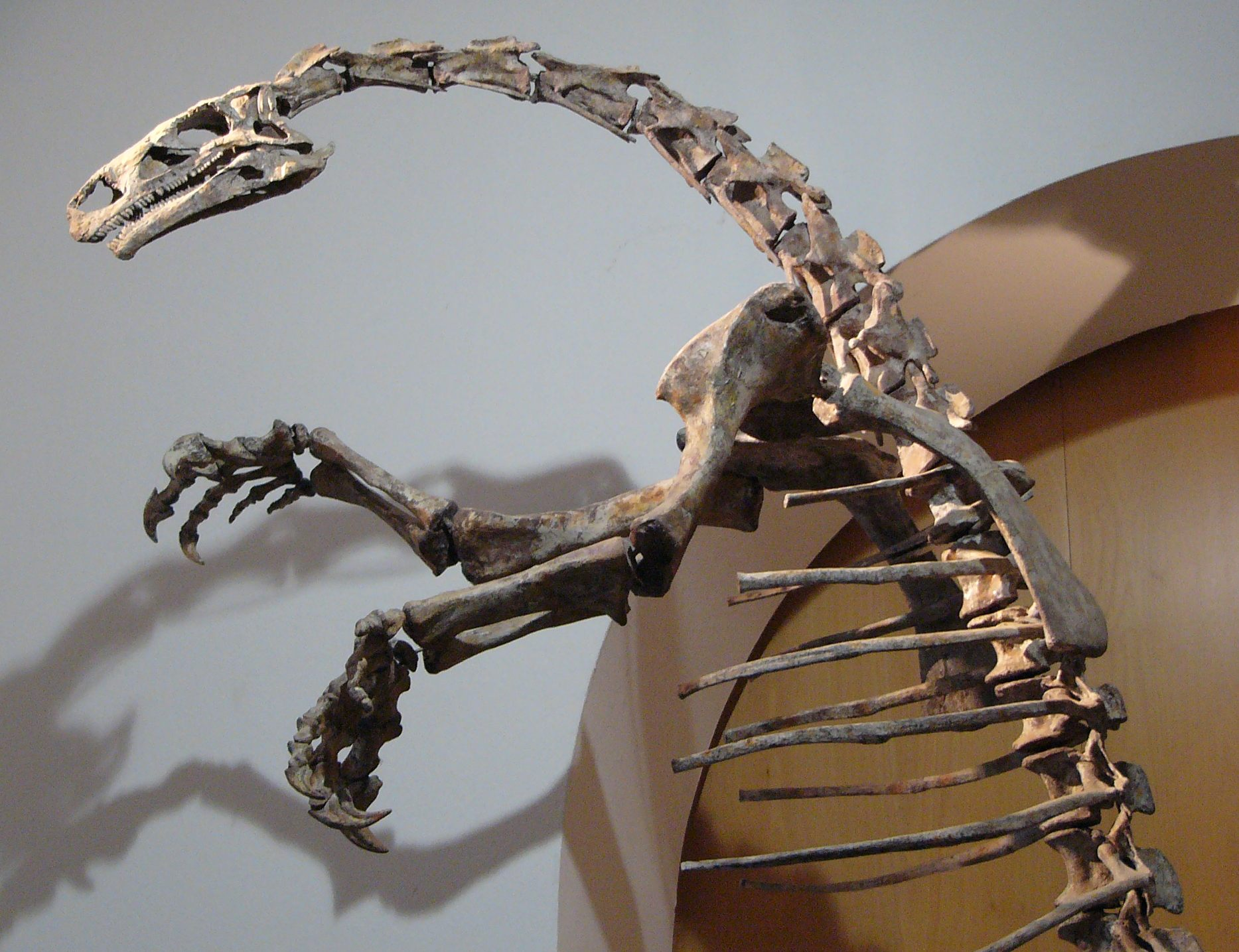
板龍的骨架，位於德國卡塞爾的奧托諾伊姆自然歷史博物館

在1834年，物理學家約翰·腓特烈·恩格爾哈特（Johann Friedrich Engelhardt）在德國紐倫堡附近的Heroldsberg發現了一些脊椎與腿部骨頭。三年後，德國古生物學家汪邁爾（Christian Erich Hermann von Meyer），根據這些化石建立了新屬，板龍（Plateosaurus），模式種是恩氏板龍（P. engelhardti）。属名在希臘文的意思是“平坦表面的蜥蜴”，意指牠們的平坦骨頭；而種名是以發現者恩格爾哈特為名。
1905年，休尼基于头骨材料提出了厄伦堡板龙（P. erlenbergiensis）。
在1910年代到30年代期間，薩克森-安哈特的一個黏土礦坑挖掘出了32到45個骨骸，這些化石屬於板龍、理理恩龍、以及敏捷龍。有些化石被歸類於板龍的第二個種，长头板龙（P. longiceps），是由Otto Jaekel在1913年所敘述，同一時期在特洛辛根的屍骨層也發現了數個板龍化石，但大部分被歸類於可疑種或無效種。
在1997年，北海北端Snorre油田的鑽油工人在探鑽砂岩層時，因為碰到一個長圓柱狀岩芯（Drillcore）而受到阻礙，而停在海平面以下2,256公尺，該長圓柱狀岩石是個化石，在當時被認為是個植物化石。在2003年，這個標本被交給奧斯陸大學的古生物學家Jørn Harald Hurum。波恩大學的古生物學家使用顯微鏡檢驗這個化石，發現這化石擁有纖維化的骨頭組織，為一個壓碎的膝蓋骨化石，並鑑定屬於板龍，並使牠們成為北海第一個發現的恐龍，並被譽為「世界最深的恐龍」。
在2007年8月，一個業餘古生物學家在瑞士Frick自治市附近發現了一大群化石，包含約300個骨頭，由兩個板龍個體所組成。波恩大學的古生物學家Martin Sander指出這個挖掘地點的範圍可達1.5公里，是歐洲最大型的化石挖掘地點。該地點被估計為每平方公尺有一個恐龍化石。

## 分類
板龍是第一個被敘述的蜥脚形亚目恐龍，並為板龍科的模式屬，也是板龍科的名稱來源。板龍最初的所知有限，並被分類到蜥類（Sauria），可能是任何一種爬行動物。在1845年，汪邁爾建立了Pachypodes生物群，包含板龍、禽龍、斑龍、林龍。但是理查·歐文已經建立了恐龍總目，包含了後三屬，範圍與Pachypodes相同。
在1895年，奧塞內爾·查利斯·馬什（Othniel Charles Marsh）提出了板龍科，並置於獸腳亞目內。之後由汪邁爾重新分類到原蜥腳下目，並被当时的大多數研究人員所接受。許多年來，板龍科演化支僅包括板龍屬，但2000年代有兩個屬被歸類到此科：鞍龍、黑水龍。

## 種

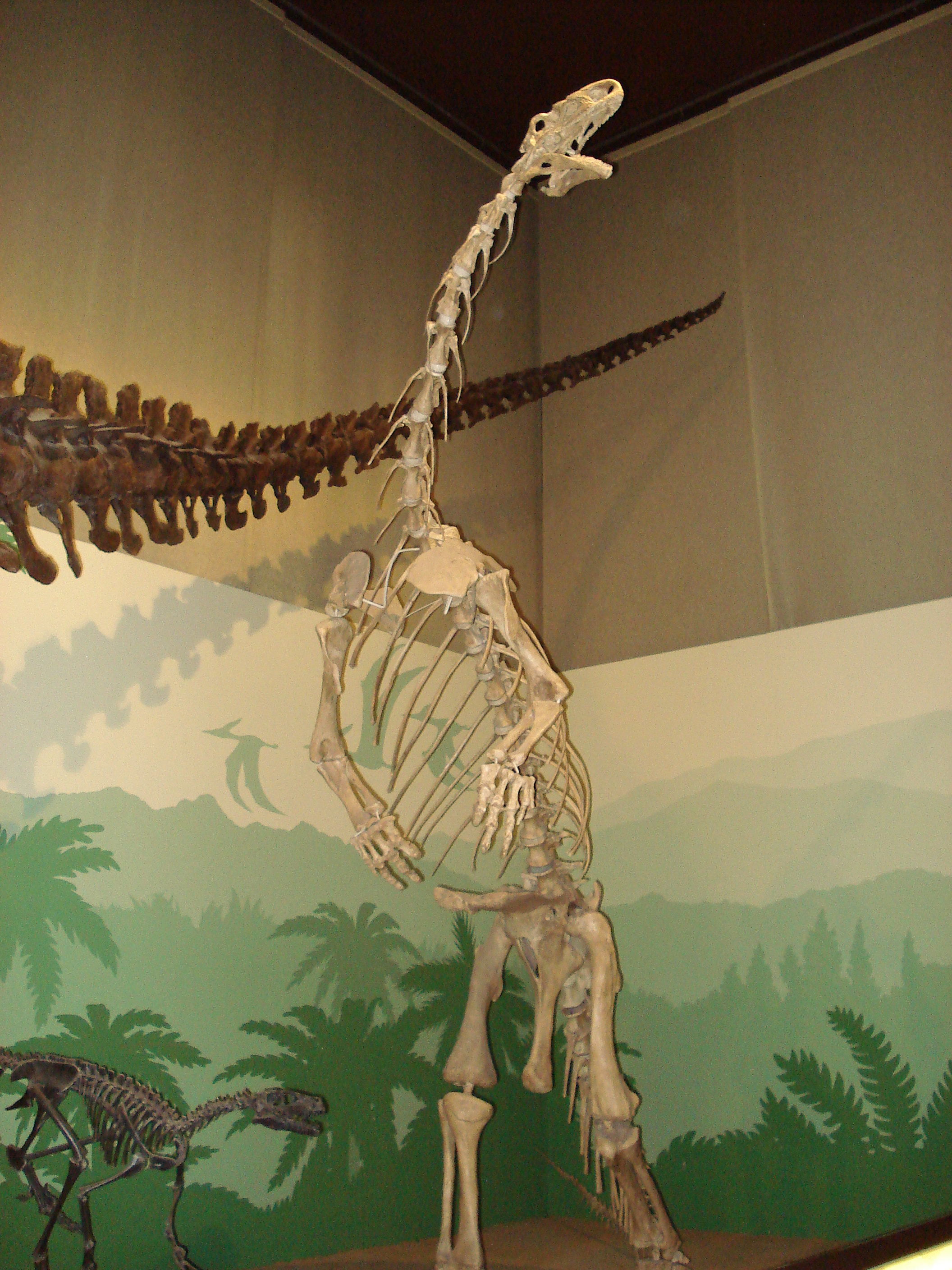
板龍的骨架

### 有效種
板龍屬目前只有兩個或三个有效種。最早的模式種是恩氏板龍（P. engelhardti），化石有至少10個頭顱骨，以及超過100個骨骸，狀態有破碎的也有完整的，主要發現於德國巴伐利亞州，但是由于恩氏板龙无法进行诊断，板龙属的模式种现已替换为特洛辛根板龙，恩氏板龙现为特洛辛根板龙的同物异名。第二個種為長頭板龍（P. longiceps），是較為了解的種，在德國Knollenmergel發現了50個標本。長頭板龍與恩氏板龍的差別在於，較長的口鼻部與四肢，身體結構較輕型。

### 重新歸類種
第三個種是纖細板龍（P. gracilis），但缺乏板龍的特定特徵，已經成立了個別的鞍龍屬。
其他的種包含：特洛辛根板龍（P. trossingensis）、弗氏板龍（P. fraasianus）、整體板龍（P. integer），都已經被列為長頭板龍的異名。

### 可疑種
數個板龍的種因為化石的破碎與保存不佳狀態，而被認為是無資格名稱（Nomina nuda）或疑名。例如厄倫堡板龍（P. erlenbergiensis）的正模標本缺乏薦骨、腸骨、恥骨近側，因此很難與其他種作比較。

但2011年对板龙属材料AMNH FARB 6810的重新描述却指出厄伦堡板龙的正模标本SMNS 6014并非如Galton所言难以参与比较，其仍包含足够的解剖学信息以供诊断，特别是可以反应出用于诊断厄伦堡板龙的三个自衍征：枕髁高于副蝶骨水平；蝶基骨在基翼突之间具横向近垂直骨板并带有向腹侧突出的中间突；腭骨中部具有向内伸出的桩状突。
因此，无论其保存质量或解剖学上的完整性如何，SMNS 6014都是一个合格且可供诊断的正模标本。同时厄伦堡板龙至少有两个自衍征（即腭骨的桩状突，以及蝶基骨基翼突之间的近垂直骨板）此前曾被提出作为长头板龙的派生特征，且厄伦堡板龙的命名要早于长头板龙，后者可能为前者的次异名。

### 系统发育
根据 Yates（2007）提出的系统发育分析，以下为简化的基干蜥脚形类演化支系图

|  | 黑水龙属 Unaysaurus |
|  |                     |
|  | 板龙属 Plateosaurus |
|  |                     |

|  | 里奥哈龙属 Riojasaurus |
|  |                        |
|  | 优胫龙属 Eucnemesaurus |
|  |                        |

|  | 大椎龙属 Massospondylus                                                                  |
|  |                                                                                          |
|  | \| \| 科罗拉多斯龙属 Coloradisaurus \| \| \| \| \| \| 禄丰龙属 Lufengosaurus \| \| \| \| |
|  |                                                                                          |
|  | 科罗拉多斯龙属 Coloradisaurus                                                            |
|  |                                                                                          |
|  | 禄丰龙属 Lufengosaurus                                                                   |
|  |                                                                                          |

|  | 科罗拉多斯龙属 Coloradisaurus |
|  |                               |
|  | 禄丰龙属 Lufengosaurus        |
|  |                               |

|  | 金山龙属 Jingshanosaurus |
|  |                          |
|  | 近蜥龙类 Anchisauria     |
|  |                          |

|  | 大椎龙属 Massospondylus                                                                  |
|  |                                                                                          |
|  | \| \| 科罗拉多斯龙属 Coloradisaurus \| \| \| \| \| \| 禄丰龙属 Lufengosaurus \| \| \| \| |
|  |                                                                                          |
|  | 科罗拉多斯龙属 Coloradisaurus                                                            |
|  |                                                                                          |
|  | 禄丰龙属 Lufengosaurus                                                                   |
|  |                                                                                          |

|  | 科罗拉多斯龙属 Coloradisaurus |
|  |                               |
|  | 禄丰龙属 Lufengosaurus        |
|  |                               |

|  | 金山龙属 Jingshanosaurus |
|  |                          |
|  | 近蜥龙类 Anchisauria     |
|  |                          |

|  | 里奥哈龙属 Riojasaurus |
|  |                        |
|  | 优胫龙属 Eucnemesaurus |
|  |                        |

|  | 大椎龙属 Massospondylus                                                                  |
|  |                                                                                          |
|  | \| \| 科罗拉多斯龙属 Coloradisaurus \| \| \| \| \| \| 禄丰龙属 Lufengosaurus \| \| \| \| |
|  |                                                                                          |
|  | 科罗拉多斯龙属 Coloradisaurus                                                            |
|  |                                                                                          |
|  | 禄丰龙属 Lufengosaurus                                                                   |
|  |                                                                                          |

|  | 科罗拉多斯龙属 Coloradisaurus |
|  |                               |
|  | 禄丰龙属 Lufengosaurus        |
|  |                               |

|  | 金山龙属 Jingshanosaurus |
|  |                          |
|  | 近蜥龙类 Anchisauria     |
|  |                          |

|  | 大椎龙属 Massospondylus                                                                  |
|  |                                                                                          |
|  | \| \| 科罗拉多斯龙属 Coloradisaurus \| \| \| \| \| \| 禄丰龙属 Lufengosaurus \| \| \| \| |
|  |                                                                                          |
|  | 科罗拉多斯龙属 Coloradisaurus                                                            |
|  |                                                                                          |
|  | 禄丰龙属 Lufengosaurus                                                                   |
|  |                                                                                          |

|  | 科罗拉多斯龙属 Coloradisaurus |
|  |                               |
|  | 禄丰龙属 Lufengosaurus        |
|  |                               |

|  | 金山龙属 Jingshanosaurus |
|  |                          |
|  | 近蜥龙类 Anchisauria     |
|  |                          |

|  | 黑水龙属 Unaysaurus |
|  |                     |
|  | 板龙属 Plateosaurus |
|  |                     |

|  | 里奥哈龙属 Riojasaurus |
|  |                        |
|  | 优胫龙属 Eucnemesaurus |
|  |                        |

|  | 大椎龙属 Massospondylus                                                                  |
|  |                                                                                          |
|  | \| \| 科罗拉多斯龙属 Coloradisaurus \| \| \| \| \| \| 禄丰龙属 Lufengosaurus \| \| \| \| |
|  |                                                                                          |
|  | 科罗拉多斯龙属 Coloradisaurus                                                            |
|  |                                                                                          |
|  | 禄丰龙属 Lufengosaurus                                                                   |
|  |                                                                                          |

|  | 科罗拉多斯龙属 Coloradisaurus |
|  |                               |
|  | 禄丰龙属 Lufengosaurus        |
|  |                               |

|  | 金山龙属 Jingshanosaurus |
|  |                          |
|  | 近蜥龙类 Anchisauria     |
|  |                          |

|  | 大椎龙属 Massospondylus                                                                  |
|  |                                                                                          |
|  | \| \| 科罗拉多斯龙属 Coloradisaurus \| \| \| \| \| \| 禄丰龙属 Lufengosaurus \| \| \| \| |
|  |                                                                                          |
|  | 科罗拉多斯龙属 Coloradisaurus                                                            |
|  |                                                                                          |
|  | 禄丰龙属 Lufengosaurus                                                                   |
|  |                                                                                          |

|  | 科罗拉多斯龙属 Coloradisaurus |
|  |                               |
|  | 禄丰龙属 Lufengosaurus        |
|  |                               |

|  | 金山龙属 Jingshanosaurus |
|  |                          |
|  | 近蜥龙类 Anchisauria     |
|  |                          |

|  | 里奥哈龙属 Riojasaurus |
|  |                        |
|  | 优胫龙属 Eucnemesaurus |
|  |                        |

|  | 大椎龙属 Massospondylus                                                                  |
|  |                                                                                          |
|  | \| \| 科罗拉多斯龙属 Coloradisaurus \| \| \| \| \| \| 禄丰龙属 Lufengosaurus \| \| \| \| |
|  |                                                                                          |
|  | 科罗拉多斯龙属 Coloradisaurus                                                            |
|  |                                                                                          |
|  | 禄丰龙属 Lufengosaurus                                                                   |
|  |                                                                                          |

|  | 科罗拉多斯龙属 Coloradisaurus |
|  |                               |
|  | 禄丰龙属 Lufengosaurus        |
|  |                               |

|  | 金山龙属 Jingshanosaurus |
|  |                          |
|  | 近蜥龙类 Anchisauria     |
|  |                          |

|  | 大椎龙属 Massospondylus                                                                  |
|  |                                                                                          |
|  | \| \| 科罗拉多斯龙属 Coloradisaurus \| \| \| \| \| \| 禄丰龙属 Lufengosaurus \| \| \| \| |
|  |                                                                                          |
|  | 科罗拉多斯龙属 Coloradisaurus                                                            |
|  |                                                                                          |
|  | 禄丰龙属 Lufengosaurus                                                                   |
|  |                                                                                          |

|  | 科罗拉多斯龙属 Coloradisaurus |
|  |                               |
|  | 禄丰龙属 Lufengosaurus        |
|  |                               |

|  | 金山龙属 Jingshanosaurus |
|  |                          |
|  | 近蜥龙类 Anchisauria     |
|  |                          |

## 發現處
板龍是最著名的三叠纪恐龍之一，也是歐洲最常見的恐龍之一，已在西歐超過50個三疊紀砂岩層發現了板龍化石，包含超過100個標本，與數十個保存良好的骨骸。板龍的化石主要屬於長頭板龍，已在德國南部、法國、瑞士、以及格陵蘭等地發現；而恩氏板龍僅發現於德國巴伐利亞州。
在格陵蘭Flemming Fjord地層發現的標本最初被認為屬於恩氏板龍，但後來的研究將牠們歸類於長頭板龍。

## 埋藏学
板龙或许是晚三叠世最常见的恐龙，在中欧诺利期的结核泥岩沉积层中，其已知分布超过40个地点。此外，由于发现了大量的完整骨架，它也是研究最充分的三叠纪恐龙之一。但这些完整骨架以及绝大多数其他化石材料实际上仅来源于少数几个地点，其中有三个地点被学者详细对比分析：瑞士北部的弗里克、德国西南部的特罗辛根以及德国中部的哈尔伯施塔特。它们被认为是相同埋藏学过程的产物，可统称为“板龙骨床”。
这类骨床的特征包括：规模巨大，面积达数千平方米；含有大量不完整与完整的板龙骨架；缺乏其他脊椎动物化石，仅有原始龟类原颚龟例外。骨架普遍保持直立姿态，这排除了死后搬运的可能性，强烈支持原地死亡的解释。
在洪泛平原的厚泥层中，浅洼地可能形成了高效的陷阱，捕获当时最重的动物——板龙。这些动物陷入泥中，随后被小型兽脚类恐龙啃食，其脱落的牙齿在板龙骨床中始终可以发现。陷入泥中的现象可以解释后肢与足部深埋的位置，并结合腐食与风化作用，导致骨骼保存偏向身体后部。骨床中缺乏幼年个体，则可归因于其足部压力较低，未达到陷入泥中的阈值。

## 古生態學
板龍發現於歐洲，該地區在三疊紀時期的氣候環境類似沙漠。
在某些地點，發現了由完整個體構成的化石群。這顯示板龍以群體行動，穿越三疊紀乾旱、類似沙漠的歐洲地區以尋找新的食物來源。
另一個對於這化石群的解釋是，個別的板龍居住於乾燥的高地上，當牠們死亡時，沙漠環境中的間歇性洪水將遺體沖刷、堆積在一起。許多個體的屍體在沙漠低處邊緣的河道末端堆積起來。
板龍與以下動物生存於同一地區：鞍龍、中等體型的獸腳亞目理理恩龍與敏捷龍、小型的獸腳亞目原美頜龍、早期的烏龜原頜龜、兩棲類的离片椎目、堅蜥目、原始哺乳類、翼龍目、喙頭蜥目、以及魚類。

## 古生物學
由於板龍的化石少、不完整，過去一個世紀很少板龍的研究。直到近年的新發現化石，才讓科學家深入研究板龍的移動方式、食性、代謝。

### 食性
板龍的小型、葉狀牙齒顯示牠們為草食性，並且為最早的大型草食性恐龍之一，以高大植被為食，例如針葉樹與蘇鐵。如同牠們的近親大椎龍，板龍可能吞食胃石以協助消化食物，因為牠們缺乏咀嚼用頰齒。

### 姿勢與步態

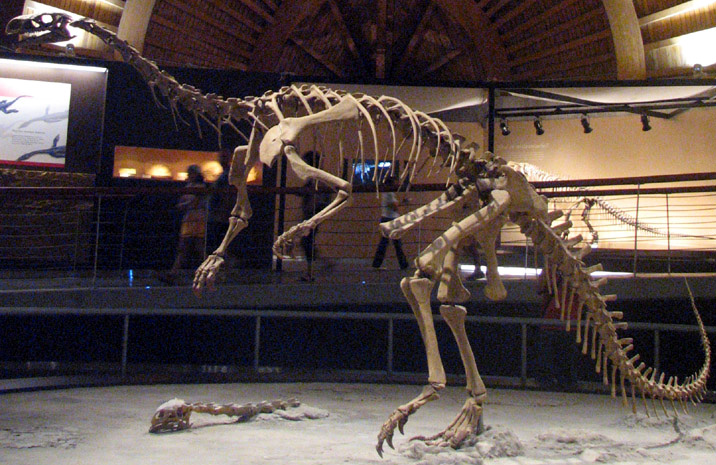
板龍的骨架 - 西班牙阿斯圖里亞斯侏羅紀博物館

如同所有的板龍科恐龍，板龍的前肢比後肢短許多，而且牠們擁有明顯的手指，以及拇指尖爪。一個對於板龍前肢的生理構造研究，證實前肢的運動範圍，排除了板龍習慣於四足步態的可能。如同獸腳亞目，板龍與其他相關的原蜥腳類不能旋轉牠們的手掌，所以牠們的手掌往下垂，而且不能以前肢支撐重量或行走。這個研究避免了關於板龍有限的轉動手掌能力爭議，而直接排除了板龍以指關節觸地行走與其他形式的運動方式的可能性。所以，雖然板龍的體型可能屬於四足動物，但牠們的前肢結構限制牠們以後腿行走移動。牠們的前肢可能用來進食時降低樹肢、用來抓取、或用來防禦。板龍的手部骨頭非常大，有五個手指。第四、第五指非常小。

### 生活史和新陈代谢
与迄今研究过的所有非鸟类恐龙类似，板龙的生长模式不同于现生哺乳动物和鸟类。在与其密切相关、具有典型恐龙生理特征的蜥脚类中，生长最初极为迅速，并在性成熟之后仍以较慢速度持续，但属于有限生长，即个体在达到最大体型后会停止生长。
哺乳动物同样表现为早期快速生长，但性成熟通常出现在快速生长期的末端；两者的最终体型都较为恒定，不过人类的体型变异性例外地更高。现生爬行动物则呈现出类似蜥脚类的生长模式：早期快速生长，性成熟后生长减缓，并在老年几乎停止。然而，它们的初始生长速率远低于哺乳动物、鸟类和恐龙，而且生长速率差异很大，同龄个体的体型差异显著，最终体长也有较大变动。在现生动物中，这种生长模式与行为性体温调节和低代谢率（即外温性，ectothermy）相关，被称为发育可塑性。（注意，这里的“发育可塑性”与神经发育可塑性不同。）
板龙的生长轨迹与蜥脚类相似，但其生长速率和最终体型更具变异性，类似现生爬行动物，可能与食物供给等环境因素相关。有些个体在体长仅约4.8米时即完全成熟，而另一些个体则可生长至10米。然而，其骨骼显微结构显示出快速生长的特征，与蜥脚类和现生哺乳动物相似，这提示板龙可能具备内温性。研究推测，板龙或许代表了恐龙内温性发展早期的一个阶段，在这一阶段，内温性与发育可塑性相分离。此假说基于波恩大学Martin Sander与Nicole Klein对板龙长骨组织学的详细研究提出。支持内温性的另一证据是板龙疑似具有类鸟型肺结构。
长骨组织学同样可用于推测个体的死亡年龄。Sander和Klein的研究显示，有些板龙个体在约12岁时已完全成熟，另一些个体在20岁时仍缓慢生长，还有一只个体在18岁时依然快速生长。已发现的最年长个体为27岁，并且仍在生长；大多数个体的年龄介于12至20岁之间。然而，一些个体可能寿命更长，因为来自弗里克和特洛辛根的化石均属于因意外而死亡的个体，而非自然老死。由于缺乏体长小于4.8米的个体，目前无法建立完整的板龙个体发育序列，也无法准确推算10岁以下个体的生长速率。
对板龙巩膜环与眼眶大小的估算结果，与现生鸟类和爬行动物进行比较后显示，它可能是一种昼夜间歇活动的动物，即在昼夜各时段均保持一定活动，或许通过避开正午高温来调节行为。

## 大眾文化

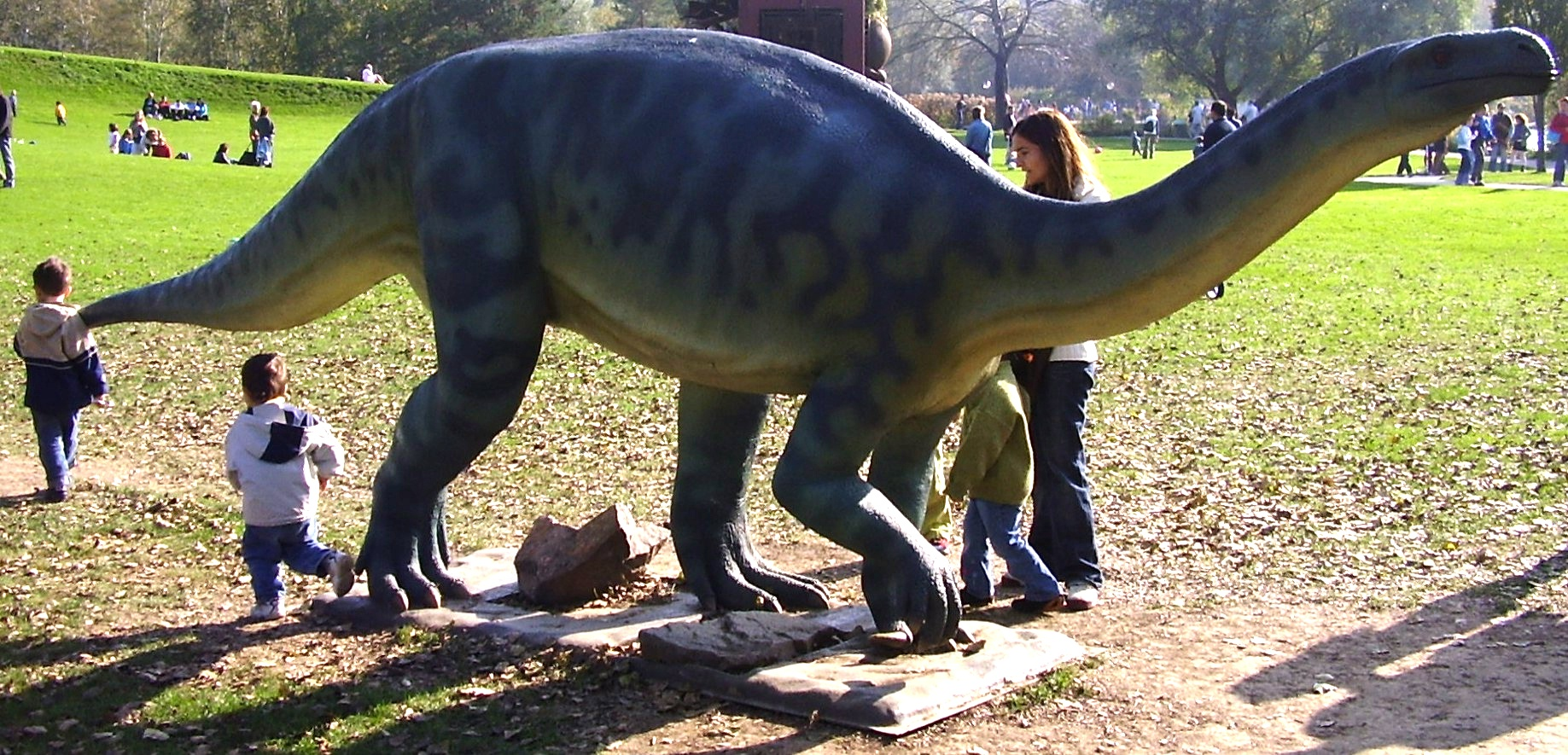
板龍的雕像，位於瑞士巴塞爾

板龍曾短暫出現於電影《歷險小恐龍 2》（The Land Before Time II: The Great Valley Adventure）的開場段落。
另外，板龍也在BBC的電視節目《與恐龍共舞》（Walking with Dinosaurs）第一集中短暫出現，用來說明恐龍的成功。
可於杜賓根大學、柏林亨波特博物館、以及斯圖加特的自然歷史博物館等地看到已架設的板龍骨骸。
板龍也出現於微軟的遊戲《動物園大亨：侏羅紀》（Zoo Tycoon: Dinosaur Digs），板龍在遊戲裡是一隻可抚養的恐龍。